# スペインの風力発電

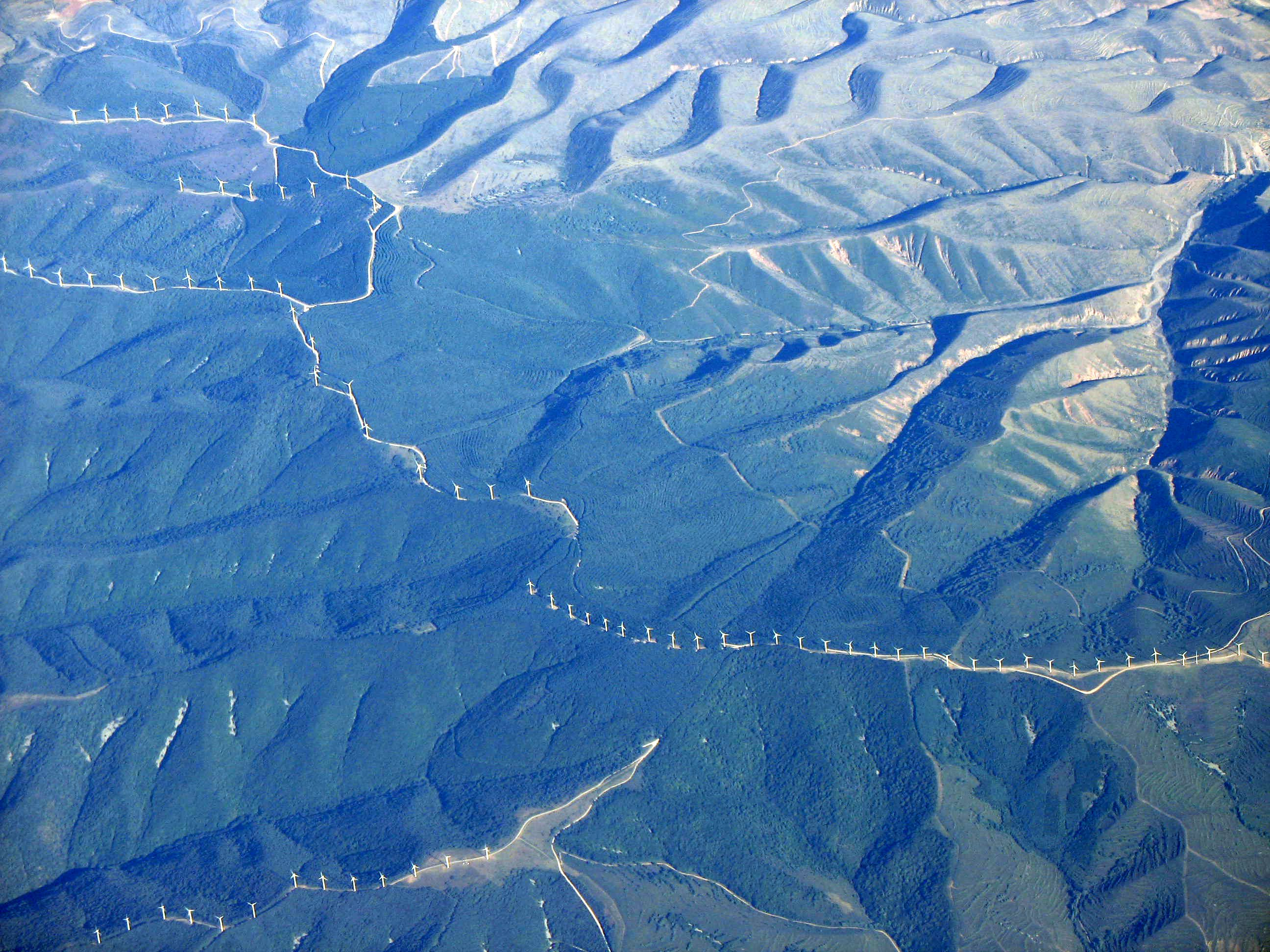
ウィンドファームの上空写真

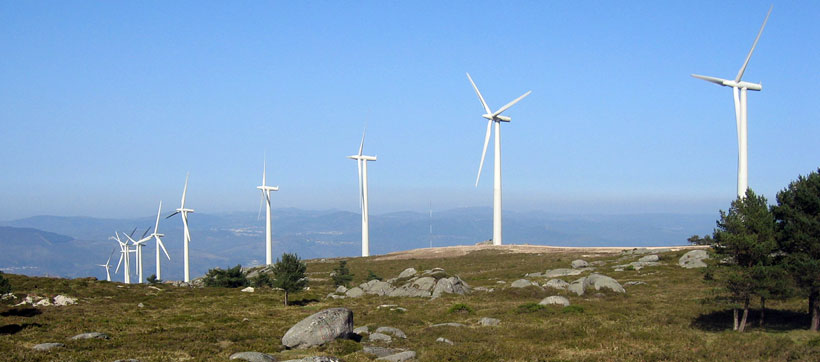
ガリシア州の山岳地にあるウィンドファーム

2015年末時点ではスペインは風力発電で世界第5位の発電量を有し、23,031 MWの設備容量（11 MWの風力水力容量を含む）を持ち、48,118 GWhの電力を発電し、その年の国内での全発電量の19%を占めている。2014年は再生可能な電力の発電が記録的な年となり、スペインの総発電量の20.2%を風力発電が占め、原子力発電 (22%) の次に重要な電力源となった（次は石炭で16.5%）。少し前では、2010年に16%、2009年に13.8%、2008年には11.5%であった。
2008年の世界金融危機による崩壊と続けておきたスペイン経済の難局ののち、2012年から2015年まで新たな風力タービンの設置が停滞した。今日では23,000MW近い設備容量を維持している。スペインが停滞する一方、他の世界の主要国は新たな風力タービンの設置を進め、2015年までに全設備量でスペインの上に立った。2015年末現在、世界の風力発電容量でスペインは5位につけている。
風が強い日は他の電力源よりも風力発電が勝っており、2015年11月21日の午前4時50分にスペイン半島部で消費された電力の70.4%が風力エネルギーであった。2013年2月6日、風力発電は電力発電の早期記録を達成し、瞬間ピーク17,056 MW、時間当たりの発電量16,918 MWhとなった。2011年11月、風力発電による電力需要の59%のピークに達した。2010年11月に14.960 GWの電力ピークに達し、2009年11月に暴風が発生し、風力発電量は総電力需要の53%(11.546 GW)のピークとなった。
2009年、スペイン最大の風力発電会社イベルドローラが25.5%、アクシオナが20.9%、NEO Energia (EDP Renewables) が8.3%となっている。

## 設備容量と発電量の増加
| | 2006   | 2007   | 2008   | 2009   | 2010   | 2011   | 2012   | 2013   | *2014   | *2015   | 2016   |
| --- | ------ | ------ | ------ | ------ | ------ | ------ | ------ | ------ | ------- | ------- | ------ |
| 設備容量(MW)                                                                                           | 11,416 | 13,664 | 16,133 | 18,860 | 19,706 | 21,166 | 22,757 | 23,003 | *23,031 | *23,031 | 23,066 |
| 総発電量(GWh)                                                                                          | N/A    | 27,612 | 32,160 | 38,253 | 43,545 | 42,465 | 48,508 | 54,713 | 51,032  | 48,118  | 47,695 |
| *Includes 11 MW of Wind-Hydro hybrid system and associated generation of 1 Gwh in 2014, 9 GWh in 2015. |        |        |        |        |        |        |        |        |         |         |        |

## 地域ごとの傾向
| 1  | カスティーリャ・イ・レオン州   | 3,334.04  | 3,882.72  | 4,803.82  | 5,560.01  |
| 2  | カスティーリャ・ラ・マンチャ州 | 3,415.61  | 3,669.61  | 3,709.19  | 3,806.54  |
| 3  | アンダルシア州                 | 1,794.99  | 2,840.07  | 2,979.33  | 3,337.73  |
| 4  | ガリシア州                     | 3,145.24  | 3,231.81  | 3,289.33  | 3,314.12  |
| 5  | アラゴン州                     | 1,749.31  | 1,753.81  | 1,764.01  | 1,893.31  |
| 6  | カタルーニャ州                 | 420.44    | 524.54    | 851.41    | 1,267.05  |
| 7  | バレンシア州                   | 710.34    | 986.99    | 986.99    | 1,118.59  |
| 8  | ナバラ州                       | 958.77    | 961.77    | 968.37    | 1,003.92  |
| 9  | アストゥリアス州               | 304.30    | 355.95    | 355.95    | 518.45    |
| 10 | ラ・リオハ州                   | 446.62    | 446.62    | 446.62    | 446.62    |
| 11 | ムルシア州                     | 152.31    | 152.31    | 189.91    | 261.96    |
| 12 | カナリア諸島州                 | 134.09    | 138.34    | 138.92    | 165.11    |
| 13 | バスク州                       | 152.77    | 152.77    | 153.25    | 153.25    |
| 14 | カンタブリア州                 | 17.85     | 17.85     | 35.30     | 38.30     |
| 15 | バレアレス諸島州               | 3.65      | 3.65      | 3.65      | 3.68      |
|    | 合計(MW)                       | 16 740.32 | 19 148.80 | 20 676.05 | 22,988.00 |

2006年の記事では20,000MWで2010-2011年までに自治州に設置される予定の風力エネルギー容量が述べられている。

### ナバラ州
アメリカの格付け機関であるStandard & Poorsは2006年のヨーロッパの生活水準調査において、再生可能エネルギーの主要源が風力発電であったナバラ州を、スペインの17の自治州の中で最も高く評価した。そのとき、ナバラ州は電力需要の約70%を再生可能エネルギー源から維持し、中でも風力発電は最も多く使用し風力発電容量は900メガワットであった。
ナバラ州には火力、原子力、石炭、石油、ガス田、そしてかなりの水力の発電所が不足しているが、ナバラ州政府が外部エネルギー依存を下げるためにかなりの風力再生可能資源を保有している。1996年に風力発電の開発と利用が始まるまでは、他国やスペインの他地域から輸入したエネルギーに完全に依存していた。

### ガリシア州
2007年、ガリシア州はスペインの自治州において3年連続風力発電開発1位となり、264MWの風力発電が増加した。残りの順位はカスティーリャ・ラ・マンチャ州（目標であった1000MWの開発目標は上回った）、カスティーリャ・イ・レオン州、アラゴン州、ナバラ州となっていた。

## 研究
スペインにおけるエネルギーの効率向上に深く関与する省エネルギー・多様化研究所(Institute for Energy Saving and Diversification、IDAE)も、再生可能エネルギー源とエネルギーの拡大を図っている。
風力発電所が行う水の電気分解による水素製造に関する研究が、Energía Hidroeléctrica de Navarra、Stuart Energy Systems of Canada、Statkraft of Norwayの間の合意によりに新たに設置された研究所で2004年に行われた。研究所は風力発電所の発電環境を再現し、電解槽の影響を調査した。
アルバセテ近くにあるHigueruelaで風力測定に関する集中的な研究が行われている。

## 風力発電産業
2005年の報告書によると、スペインの風力エネルギー部門は500以上の会社の参画を主導し、約150の風力タービンの製造プラントとその機械がスペインの地域に存在している。スペインの工業の強みは、2005年のUnited States Ernst and Youngがスペインの風力発電市場を「長期の国家魅力」の指標でトップに位置づけていることから財務アナリストにより認識され、彼らは行動を起こしている。要素やサービスの提供に間接的に使われているものも含め、スペインの風力産業が支援している雇用人数は3万人を超え、2010年には6万人に倍増すると推測されている。

### シーメンスガメサ・リニューアブル・エナジー
バスク州に拠点を置くガメサは2005年の設備電力で13%のシェアを持つ巨大なグローバル風力タービンメーカーである。同社はスペイン特有の地理的環境を、グローバルな場で競争するスペイン企業にとって利益となると評価している。ガメサ・エオリカは、スペイン、アメリカ、中国で工場を操業している。さらにエジプト、ドイツ、アイルランド、イタリア、日本、韓国、ポルトガルなど世界中の多くの地域でのプロジェクトがある。ガメサは2005年にアメリカのペンシルバニア州フィラデルフィアで風力タービン発電機ブレードの製造工場を開設し、500のパートタイムの建築・操業雇用と236の永続的な製造雇用を創出した。ガメサの風力発電所の建設、操業、維持管理は2つのフィラデルフィアの会社と製造工場と連携することで5年間にわたり同州で約1000人の雇用を創出した。同社は2017年4月にシーメンスの風力発電部門と合併し、シーメンスガメサ・リニューアブル・エナジーとなった。

### Ecotècnia / Alstom Wind
1981年に設立されたEcotècniaは2005年までに設備容量で世界シェアの2.1%を獲得し、風力タービンは1.6MWまで生産した。2009年、Alstomにより3億5千万ユーロで買収された。同社は風力タービンの開発を続け2009年に3MWのマシンを商業用風力発電所に設置した。2010年に社名をAlstom Windに改名した。2011年、12年にはLM Wind PowerとConverteamとともに洋上に適用するための6MW永久磁石ギアなし発電機のプロトタイプを開発した。

### アクシオナ・エネルヒア
当時世界最大の風力発電事業者だったアクシオナ・エネルヒアは、オーストラリア、カナダ、フランス、ドイツ、モロッコ、スペイン、アメリカで操業していた。同社は1994年のナバラ州の初期段階に成功を収めた。業務には風力発電所の稼働、タービン製造、風力発電所の開発なども含まれており、中国、アイルランド、イギリスにも進出を予定していた。

### イベルドローラ
イベルドローラはブラジル、フランス、ギルシャ、イタリア、メキシコ、ポルトガル、スペイン、アメリカ、イギリスで機能設備を保有し、ヨーロッパや中南米で風力発電所の開発を続けていた。
2008年現在、大西洋岸にあるカディスやウエルバ、地中海岸にあるカステリョン県の沿岸地域で3000MWの発電能力を有する6つの洋上風力発電プロジェクトを開発する予定である。

### MTorres
MTorresは、新たに開発した風力タービンTWT-1.5/70（フルパワーコンバータを備えた1500KWの可変速ダイレクトドライブ多重極風力タービン）と直径70mのローターを立ち上げ、1998年に風力エネルギー分野で活動を開始した。

### 輸出
スペイン国内の風力エネルギー産業は1998年に操業が始まった中国、インド、メキシコ、キューバの風力発電所の建設の契約を結び風力発電機の輸出を開始した（2007年）。高い発達段階にあるポルトガル、トルコ、チュニジア、エジプト、ブラジル、アルゼンチンとも契約を結んでいる。スペインにおける主要企業の風力エネルギー容量は2007年現在、Gamesa Eólica, 3281 MW; Made, 803 MW; Neg Micon, 715 MW; Ecotècnia, 446 MW; G. Electric, 343 MW; Izar-Bonus, 317 MW; Desa & AWP, 121 MW; Enercon, 58 MW; Lagerwey, 38 MW;および他は113 MWである。

## 将来の発展
スペインでの風力発電のさらなる進展を支配する3つの要因は、主にオフピーク時の風力発電に利用されるすべての電力を保有する風力発電ネットワークの能力、エネルギーコスト、スペインにおける風力発電開発の豊富さが分かるといわれる環境への影響。スペインの風力発電産業は直ちに次の問題に直前するであろう。
- 国内電力供給事業者による必要な供給契約と合致するように開発をまとめる
- 風力発電所の設置が環境を認識して行われていることを保証する
- 17の自治区の風力発電を同期させる
- 投資コストを削減し、今後のエネルギー価格の下落において十分なリターンを獲得する

スペインの支持的な風力発電政策が主要企業間の建設現場の競争を激化させていることも注目に値する。自治州政府は風力発電の建設のための多くの適用に悩まされている。風力発電の現地占拠はスペインには存在しないが、ずっと小さく弱い量の反風力発電グリッドの人々が国に住んでいるため、これがスペインの風力発電のさらなる開発から離れているようには見えない。
しかし、スペインがこれらの野心的な目標（これまでの発電所に使われている制御センターと似た、全てのスペイン風力発電所の中央制御センターの建設）を達成するには風力発電開発に関するさらなる障害に取り組む必要がある。

## 反対
いくつかの例外を除き、内陸風力発電所の設置にはほとんど反対がなかった、しかし、洋上発電所を建設するプロジェクトは議論の余地がある。Cohnらによるとスペイン南西部の1805年のトラファルガーの海戦の現場に世界最大の洋上風力発電施設を建設する提案はカディスの観光と漁業を恐れるカディスの海岸の町から強い反対がある。この地域は戦没者の墓であり、その地域の開発は歴史的な戦いの考古学的証拠を破壊する可能性があると主張するイギリス人による苦情も寄せられた。